# Los Cabos Open
Los Cabos Open – męski turniej tenisowy kategorii ATP Tour 250 zaliczany do cyklu ATP Tour, rozgrywany na twardych kortach w meksykańskim Los Cabos począwszy od sezonu 2016.

## Mecze finałowe

### Gra pojedyncza mężczyzn
| Rok  | Zwycięzca                                    | Finalista                                    | Wynik                                        |
| 2025 | Denis Shapovalov                             | Aleksandar Kovacevic                         | 6:4, 6:2                                     |
| 2024 | Jordan Thompson                              | Casper Ruud                                  | 6:3, 7:6(4)                                  |
| 2023 | Stefanos Tsitsipas                           | Alex de Minaur                               | 6:3, 6:4                                     |
| 2022 | Daniił Miedwiediew                           | Cameron Norrie                               | 7:5, 6:0                                     |
| 2021 | Cameron Norrie                               | Brandon Nakashima                            | 6:2, 6:2                                     |
| 2020 | Turniej anulowano z powodu pandemii COVID-19 | Turniej anulowano z powodu pandemii COVID-19 | Turniej anulowano z powodu pandemii COVID-19 |
| 2019 | Diego Schwartzman                            | Taylor Fritz                                 | 7:6(6), 6:3                                  |
| 2018 | Fabio Fognini                                | Juan Martín del Potro                        | 6:4, 6:2                                     |
| 2017 | Sam Querrey                                  | Thanasi Kokkinakis                           | 6:3, 3:6, 6:2                                |
| 2016 | Ivo Karlović                                 | Feliciano López                              | 7:6(5), 6:2                                  |

### Gra podwójna mężczyzn
| Rok  | Zwycięzcy                                    | Finaliści                                    | Wynik                                        |
| 2025 | Robert Cash James Tracy                      | Blake Bayldon Tristan Schoolkate             | 7:6(4), 6:4                                  |
| 2024 | Max Purcell Jordan Thompson                  | Gonzalo Escobar Ołeksandr Nedowiesow         | 7:5, 7:6(2)                                  |
| 2023 | Santiago González Édouard Roger-Vasselin     | Andrew Harris Dominik Koepfer                | 6:4, 7:5                                     |
| 2022 | William Blumberg Miomir Kecmanović           | Raven Klaasen Marcelo Melo                   | 6:0, 6:1                                     |
| 2021 | Hans Hach Verdugo John Isner                 | Hunter Reese Sem Verbeek                     | 5:7, 6:2, 10–4                               |
| 2020 | Turniej anulowano z powodu pandemii COVID-19 | Turniej anulowano z powodu pandemii COVID-19 | Turniej anulowano z powodu pandemii COVID-19 |
| 2019 | Romain Arneodo Hugo Nys                      | Dominic Inglot Austin Krajicek               | 7:5, 5:7, 16–14                              |
| 2018 | Marcelo Arévalo Miguel Ángel Reyes-Varela    | Taylor Fritz Thanasi Kokkinakis              | 6:4, 6:4                                     |
| 2017 | Juan Sebastián Cabal Treat Huey              | Sergio Galdós Roberto Maytín                 | 6:2, 6:3                                     |
| 2016 | Purav Raja Divij Sharan                      | Jonatan Erlich Ken Skupski                   | 7:6(4), 7:6(3)                               |